# 毛利正恒
毛利 正恒（もうり まさつね、? - 明和5年2月19日（1768年4月6日））は、江戸時代中期の薩摩藩士。池坊流華道家。諱は正恒で通称は八兵衛。

## 生涯
生年不詳であるが、元禄6年に次兄の毛利正治が生まれており、正恒の誕生はこれ以降と思われる。宝暦6（1756年）10月に前年に幼少で藩主になった島津重豪の国目付として江戸幕府より派遣された京極高主らに、この年10月に改められた分限帳が提出されるが、この分限帳に「書院役人同朋 48俵 毛利圓阿弥」の名がある。
毛利正周の四男で、分家する。『大石兵六夢物語』の作者である毛利正直の大叔父。父より立花生花の法を皆伝する。御書院御茶道を勤めて毛利春意と称し、後に御同朋となり圓阿弥と号す。のちに書院役人同朋に進む。宝暦10年6月当時の石高は43俵。
菩提寺は松原山南林寺。法号は久屋寿山居士。華道の弟子に榎本新助貞興がおり、生花を相伝する。